# Sonnblick

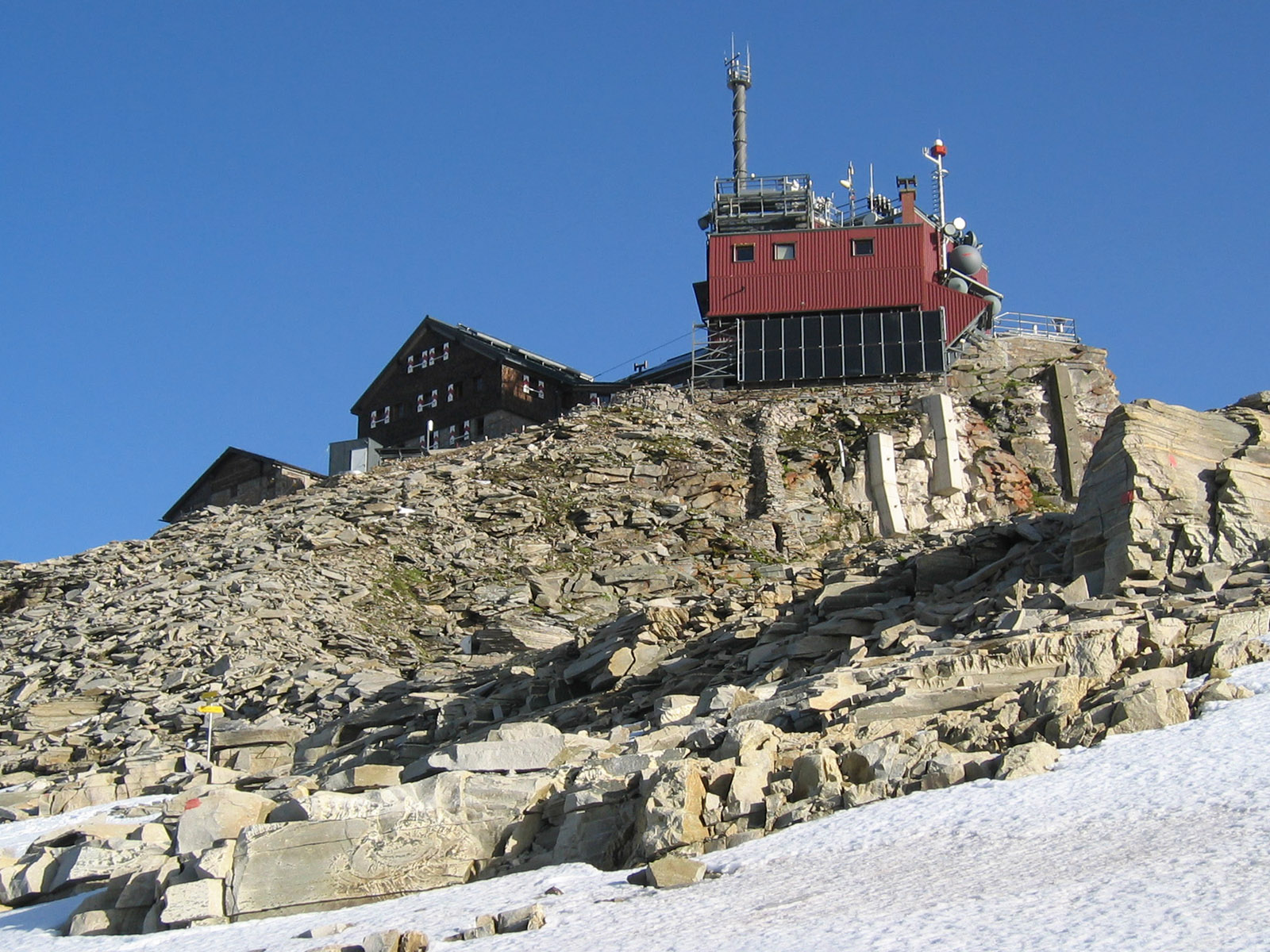
Observatori de Sonnblick.

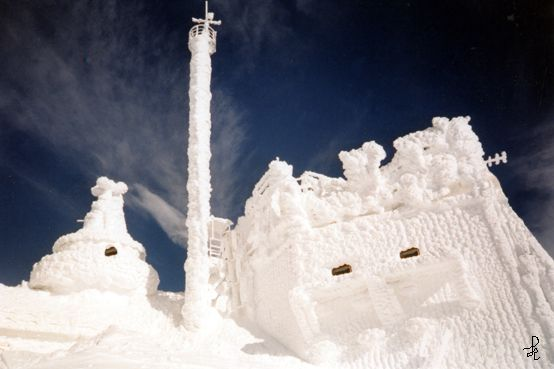
Observatori a l'hivern.

Sonnblick és un cim dels Alps austriacs on a 3.106 metres d'altitud hi ha un observatori meteorològic que és el més alt d'Àustria. Es va inaugurar el 2 de setembre de 1886.

## Mesuraments de l'observatori
Des del principi mesura els paràmetres meteorològics de temperatura, humitat, velocitat del vent, direcció del vent, pluja, pressió atmosfèrica i insolació incloent després també fenòmens elèctrics, radiació còsmica, evolució de les glaceres La recerca científica inclou entre altres la meteorologia, glaciologia, química, radiació, radioactivitat, geologia, biologia i geodèsia. L'observatori de Sonnblick va mesurar, l'1 de gener de 1905, -37.2 °C que és la temperatura més baixa registrada a Àustria. També el 9 de maig de 1944 la nevada de 11,9metres va ser la més abundanr d'Àustria.
El mes més fred és gener amb -11,5 °C i el mesos més càlids juliol i agost amb +2,5 °C. La pluviometria anual és de 1.673 litres amb un màxim el juliol amb 164 litres i un mínim el febrer de 110 litres 